# Joaquín Murrieta

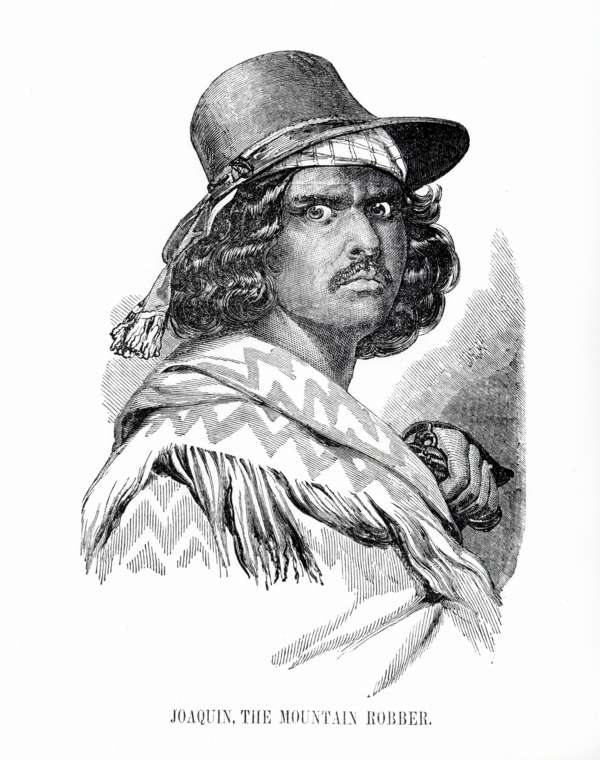
Fantasiedarstellung von Murrieta

Joaquín Murrieta Carrillo (auch: Murieta, Murietta) (* 1829; † 25. Juli 1853 in Fresno County, Kalifornien), bekannt als der Mexican Robin Hood (Mexikanischer Robin Hood) oder Robin Hood of El Dorado (Robin Hood von El Dorado), war ein berühmter Revolverheld in Kalifornien während des Goldrauschs der 1850er Jahre. Während er von offizieller Seite in den Vereinigten Staaten als Bandit angesehen wird, halten ihn Lateinamerikaner meist für einen mexikanischen Patrioten.
Wahrscheinlich diente Joaquín Murrieta als Inspiration für die Phantasiegestalt des Don Diego de la Vega (Zorro).

## Leben
Die meisten biographischen Quellen behaupten, dass Murrieta in Hermosillo, im mexikanischen Bundesstaat Sonora geboren wurde. Allerdings gibt es Hinweise darauf, dass Erzählungen über verschiedene Personen zu einer fiktiven Gestalt von Murrieta zusammengefasst wurden.
Es heißt, Murrieta sei 1849 nach Kalifornien gezogen um beim Kalifornischen Goldrausch sein Glück zu machen. Er habe rassistische Behandlung erfahren zusammen mit extremem Wettbewerb in der rauen Umgebung der Mining Camps (Goldgräberlager). Während des Goldwaschens wurde er wohl zusammen mit seiner Frau von amerikanischen Goldgräbern überfallen, die ihn schlugen und seine Frau vergewaltigten. Diese Angaben gehen allerdings auf den Groschenroman The Life and Adventures of Joaquín Murieta von John Rollin Ridge zurück und sind daher fraglich.
Der Historiker Frank Latta schreibt in seinem Buch Joaquín Murrieta and His Horse Gangs (1980), dass Murrieta aus Hermosillo kam und eine paramilitärische Bande aus Verwandten und Freunden anführte. Latta versucht zu belegen, dass die Bande im illegalen Pferdehandel mit Mexiko involviert war und dass diese Murrieta dabei halfen, mindestens sechs der Amerikaner zu töten, die ihn und seine Frau angegriffen hatten.
Murrieta habe danach mit seiner Bande Siedler und Wagenzüge in Kalifornien attackiert, Pferde geraubt und sie entlang des La-Vareda-del-Monte-Pfades durch die Diablo Range ins Contra Costa County im Central Valley getrieben. Die Bande soll bis zu 28 Chinesen und 13 Anglo-Amerikaner getötet haben.
1853 war Murrieta auch der kalifornischen State Legislature bekannt und wurde in einer Liste mit den so genannten „Five Joaquins“ in einer Verordnung aufgeführt, die im Mai 1853 erlassen wurde. Die Behörden ermöglichten damit, dass für drei Monate eine Gruppe von 20 California Rangers angeworben wurde, Veteranen des Mexikanisch-Amerikanischen Krieges. Diese Truppe sollte „Joaquin Botellier, Joaquin Carrillo, Joaquin Muriata [sic!], Joaquin Ocomorenia und Joaquin Valenzuela“ und deren Banden jagen. Am 11. Mai 1853 unterzeichnete der Gouverneur von Kalifornien John Bigler ein Gesetz, mit dem die „California State Rangers“ gegründet wurden. Angeführt wurden sie von Captain Harry Love (einem ehemaligen Texas Ranger und Kriegsveteran).
Der Staat zahlte den California Rangers $150 monatlich und versprach eine Belohnung von $1.000, wenn sie die Männer fassten. Am 25. Juli 1853 trafen die Rangers auf eine Gruppe Mexikaner in der Nähe von Arroyo de Cantua am Rand der Diablo Range bei Coalinga. Im Scharmützel wurden drei der Mexikaner getötet. Die Ranger behaupteten, dass einer von ihnen Murrieta und ein weiterer Manuel Garcia, bekannt als Three-Fingered Jack, gewesen seien. Zwei weitere wurden gefangen genommen. Eine Plakette (California Historical Landmark #344) in der Nähe von Coalinga an der Kreuzung der State Routes 33 und 198 erinnert heute an den Vorfall.

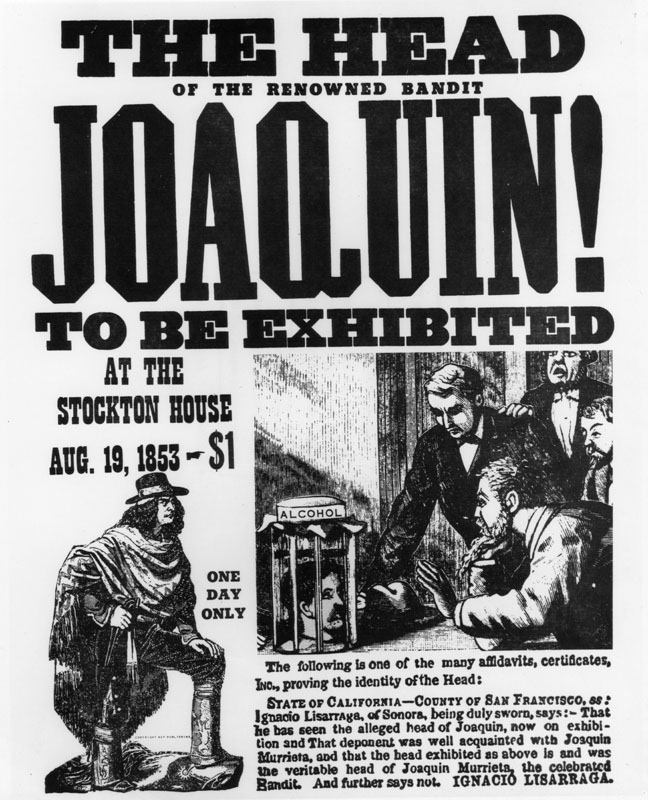
Ein Plakat mit einem Bild von der Übergabe von Murrietas Kopf, Stockton, CA. 1853

Als Beweis für den Tod der Outlaws schnitten die Ranger die Hand von Three-Fingered Jack und den Kopf des mutmaßlichen Murrieta ab und konservierten sie in Alkohol, um sie den Behörden zu übergeben. Die Behörden stellten die Beweisstücke in Mariposa County, Stockton und San Francisco aus. Die Rangers begleiteten die Ausstellung durch Kalifornien; Besucher konnten $1 zahlen, um die Trophäen zu besehen. Siebzehn Personen, darunter ein katholischer Priester, unterzeichneten eidesstattliche Versicherungen, die den Kopf von Murrieta, alias Carrillo als authentisch bezeugten.
Love und seine Ranger erhielten die $1.000-Belohnung. Im August 1853 schrieb ein anonymer Beobachter aus Los Angeles an den San Francisco Alta California Daily, dass Love und die Ranger unschuldige mexikanische Mustang-Fänger ermordet und die Personen für die eidesstattlichen Erklärungen bestochen hätten. Etwas später behaupteten verschiedene kalifornische Zeitungen, dass Love in den Goldgräberlagern den Kopf nicht hätte ausstellen können. Am 28. Mai 1854 wies die kalifornische State Legislature eine weitere Belohnung von $5.000 für die Ranger an für deren Sieg über Murrieta und seine Bande.
Zwei Jahrzehnte später begannen sich Legenden zu bilden. 1879 berichtete ein O. P. Stidger, Murrietas Schwester habe ausgesagt, das Beweisstück sei nicht der Kopf ihres Bruders. Um dieselbe Zeit berichteten verschiedene Zeugen, Murrieta als alten Mann gesehen zu haben. Diese Aussagen wurden nie bestätigt. Es heißt, der konservierte Kopf sei während des Erdbebens von San Francisco 1906 und des folgenden Brandes zerstört worden, jedoch wird ein Kopf im Cosmopolitan Hotel in Old Town San Diego ausgestellt, und es gibt Vermutungen, dass die Trophäe doch erhalten geblieben ist.

Die Historikerin Susan Lee Johnson schreibt:
„So viele Geschichten haben sich um Murrieta entwickelt, dass es schwer ist, das Erfundene von den Fakten zu unterscheiden. Es ist scheinbar allen gemeinsam, dass die Anglos ihn von einem ergiebigen Goldgräber-Claim vertrieben haben und dass in kurzem Abstand seine Frau vergewaltigt, sein Halbbruder gelyncht und Murrietta selbst ausgepeitscht worden ist. Es mag sein, dass er eine Zeit lang als Kümmelblättchen-Dealer aufgetreten ist, dann, je nachdem welcher Version man folgt, wurde er entweder zum Pferdehändler, oder zum Pferdedieb, oder zum Banditen.“
John Rollin Ridge, Enkel des Cherokee-Anführers Major Ridge, verfasste 1854 den Groschenroman mit dem Titel The Life and Adventures of Joaquin Murrieta, The Celebrated California Bandit, der hauptsächlich die Legendenbildung um Murrieta beeinflusste. Ridge hatte von einem mexikanischen Goldsucher gehört, der sich als Bandit einen Namen gemacht hatte, und hatte die Story zum Roman ausgearbeitet. Dieser Roman wurde in verschiedene europäische Sprachen übersetzt, und ein Abschnitt daraus wurde 1858 in der California Police Gazette veröffentlicht. Dieser Teil wurde ins Französische und aus dem Französischen von Roberto Hyenne ins Spanische übersetzt, wobei aus dem „Mexikaner“ ein „Chilene“ wurde, wahrscheinlich aus nationalistischen Gründen, oder um die Geschichte für den chilenischen Markt anzupassen.

## Nachleben
Murrietas Neffe, Procopio, wurde einer der bekanntesten Banditen in Kalifornien in den 1860ern und 1870ern; es heißt, er hätte sich vorgenommen gehabt, den Ruhm seines Onkels zu übertreffen.
Murrieta war möglicherweise auch Teil der Inspiration für die Figur des Zorro, des Hauptcharakters in der fünfteiligen Romanserie „The Curse of Capistrano“ von Johnston McCulley, die 1919 in einem Pulp-Magazin erschien. Vermutlich handelt es sich um eine Bearbeitung des Buches von John Rollin Ridge.
Hispanoamerikanische Aktivisten betrachten Murrieta als Symbolfigur des Widerstands gegen die Englisch-Amerikanische Dominanz in Wirtschaft und Kultur Kaliforniens. Die „Association of Descendants of Joaquin Murrieta“ erklärt, dass Murrieta kein „gringo eater“ gewesen sei, sondern, dass er nur „den Teil Mexikos zurückerhalten wollte, der im Vertrag von Guadalupe Hidalgo verloren worden war.“
Joaquin Murrieta wurde als Figur oft aufgegriffen:

### Film und Fernsehen
- Don Alonzo, der Rächer (The Gay Defender), Gregory La Cava, 1927, mit Richard Dix als Murrieta
- The Robin Hood of El Dorado, William A. Wellman, 1936.[18]
- The Bandit Queen, William Berke, mit Phillip Reed als Murrieta, 1950.
- The Adventures of Kit Carson, Fernsehserie, erste Folge „California Bandits“ mit Rico Alaniz als Murrieta, 1936.[19]
- Stories of the Century, Fernsehserie, 1954, Episode „Joaquin Murrieta“ mit Rick Jason.
- Im Wilden Westen, Radio/Fernseh-Western-Anthologie, Episoden „I Am Joaquin“ (1955) mit Cliff Fields und „Eagle in the Rocks“ (1960) mit Ricardo Montalbán.
- Zorro, Disney-Serie, ab 1957, mit Carlos (Kent Taylor) und Pedro (Paul Picerni) Murrieta.[20]
- The Last Rebel, mexikanischer Film mit Carlos Thompson, 1958.
- The Firebrand, mit Valentin de Vargas, 1962.
- Murietta – Geißel von Kalifornien, spanischer Western von George Sherman mit Jeffrey Hunter, 1965.
- Big Valley, Fernsehserie, 1967, Episode „Joaquin“ mit Fabrizio Mioni.[21]
- Desperate Mission, Fernsehfilm, mit Ricardo Montalbán, 1969.[22]
- Stern und Tod des Joaquin Murieta, sowjetischer Musicalfilm von Wladimir Grammatikow nach der Vorlage von Pablo Neruda, 1982.
- Die Maske des Zorro, mit Antonio Banderas, Victor Rivers, Matt Letscher, 1998.[23]
- Anspielungen in CSI, Staffel 5, Folge 12: „Snakes“.
- Behind The Mask of Zorro, Dokumentation des History Channel, 2005.[24]
- Faces of Death II, gespielte Dokumentation, 1981.[25]
- Der Kopf von Joaqiun Murriata, mexikanische Fernsehserie, 2023.

### Musik
- Así Como Hoy Matan Negros, Víctor Jara & Inti-Illimani, nach Pablo Neruda und Sergio Ortegas Fulgor y Muerte de Joaquín Murieta.
- Cueca de Joaquín Murieta, Víctor Jara & Quilapayún, im Stil des Chilenischen Nationaltanz Cueca (Album X Vietnam)
- Premonición de la Muerte de Joaquin Murieta, Quilapayún (Album Quilapayún Chante Neruda)
- The Ballad of Joaquin Murrieta, Sons of the San Joaquin (Album Way Out Yonder)
- The Bandit Joaquin, Dave Stamey
- Murrietta’s Head, Dave Alvin (Album Eleven Eleven)
- Joaquin Murietta, Spectra Paris
- Corrido de Joaquin Murrieta, Los Alegres de Terán
- Stella Ireland and Lady Luck, Debby McClatchy
- Adios Querrida, Wayne Austin (Album By The Old San Joaquin)
- Del Gato, Gene Clark & Carla Olson (Album So Rebellious a Lover, 1987)
- La Leyenda de Joaquin Murieta, Ballett von Jose Luis Dominguez (Chile), Naxos Records 2016.